# Каскаския

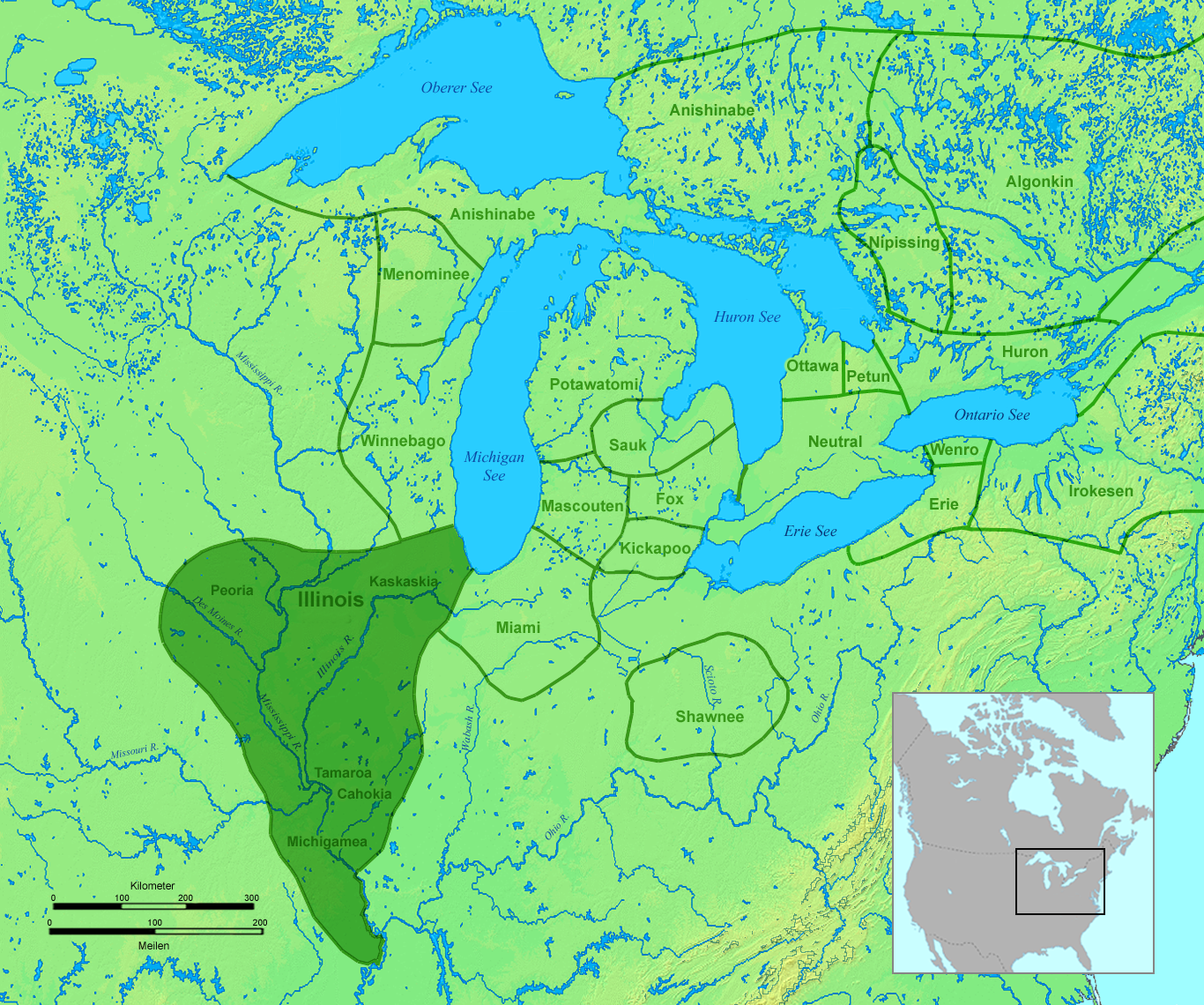
Традиционная территория каскаския и соседних племён

Каскаския (англ. Kaskaskia) — племя североамериканских индейцев алгонкинской языковой группы, входили в конфедерацию иллинойсов. Говорили на языке майами-иллинойс.

## История
Каскаския являлись одним из самых значительных племён конфедерации иллинойсов в XVII веке и были среди многочисленных алгонкинских народов, подвергшихся нападению ирокезов в ходе Бобровых войн. Первый контакт племени с европейцами произошёл недалеко от современного города Грин-Бей в 1667 году в миссии иезуитов. Во второй половине XVII века основная деревня каскаския была расположена на территории современного округа Ла-Салл вдоль реки Иллинойс. Французский иезуит Жак Маркетт посетил поселение в 1673 году, а через два года основал там миссию. Деревня росла по мере того, как деятельность французов привлекала в этот район другие племена. В 1677 году в поселении насчитывалось 351 индейское жилище. Примерно в 1680 году возобновилась волна нападений ирокезов, в ходе которых деревня была разрушена. Каскаския вскоре переселились на территорию современного округа Пеория. Около 1703 года каскаския присоединились к мичигамея в устье реки Каскаския и оставались там до 1832 года. Рядом с французскими поселениями их население сократилось с примерно 600 человек в 1764 году до 210 в 1778 году. Упадок  племени был связан с войнами, болезнями и распространением спиртных напитков.
Начиная с 1795 года племя было вовлечено в пятнадцать договоров с Соединёнными Штатами. В 1803 году федеральное правительство признало каскаския представителем оставшихся племён иллинойсов, с которыми они объединились. В том же году племя уступило все свои земли, кроме 6,5 км² своей территории в современном штате Иллинойс. В 1832 году каскаския объединились с пеорией и обменяли оставшиеся у них земли на резервацию в Канзасе, которая находилась на территории современных округов Франклин и Майами. В 1854 году племена объединились с веа и пианкашо, сформировав конфедеративное племя пеория, которое в 1867 году было переселено на северо-восток Индейской территории.
В XXI веке потомки каскаския, наряду с веа и пианкашо, зачислены в признанное на федеральном уровне племя индейцев пеория в штате Оклахома.